# Miss Frappe
Miss Frappe (Miss Quackfaster en VO) est un personnage de fiction de l'univers des canards créé par Carl Barks en 1961 pour les studios Disney. C'est la secrétaire de Balthazar Picsou.
Apparue pour la première fois de façon anonyme dans La Sorcière du Vésuve (The Midas Touch), elle acquiert son nom dans Passez muscade ! (A Spicy Tale, septembre 1962).

## Histoire
D'après La Jeunesse de Picsou (The Life and Times of Scrooge McDuck), biographie de Picsou écrite et dessinée par Don Rosa, cette « vieille fille » fut engagée par Hortense Picsou vers 1908. En effet, Hortense souhaitait prendre un peu de distance avec son frère après ses fiançailles avec Rodolphe Duck.
Miss Frappe sera par la suite la secrétaire dévouée de Picsou.
Très ressemblante à Grand-Mère Donald à ses débuts, elle fut considérablement relookée par les artistes italiens qui lui firent gagner de nombreux centimètres et une abondante chevelure blonde.

## Apparitions
En janvier 2022, Miss Frappe est apparue dans environ 1 240 histoires, d'après le site INDUCKS, dont environ 450 répertoriées en France.
Miss Frappe apparaît en dessin animé dans la série télévisée La Bande à Picsou (DuckTales, 1987-89) sous le nom de Mrs. Featherby. Elle est alors doublée en version originale par Tress MacNeille ou Susan Blu, suivant les épisodes. Elle est également présente dans le film d'animation tiré de la série La Bande à Picsou, le film : Le Trésor de la lampe perdue (DuckTales the Movie: Treasure of the Lost Lamp). Cette fois, le personnage est doublé par June Foray en version originale. En version française en revanche, c'est Claude Chantal qui lui prête sa voix, aussi bien dans la série que dans le film.
Miss Frappe apparait de nouveau dans le reboot de 2017 de La Bande à Picsou, où elle est doublée par Susanne Blakeslee. Il s'agit ici d'une nouvelle version du personnage : elle n'est plus secrétaire, mais bibliothécaire et archiviste.

## Noms dans différents pays
- Allemagne : Fräulein Rita Rührig
- Royaume-Uni : Miss Quackfaster, Miss Typefast
- Brésil : Dona Cotinha
- Chine : 泰普法丝特 小姐
- Danemark : Frøken Rappesen
- Finlande : Neiti Näpsä, Sirkku Nenonilla Näpsä
- France : Miss Frappe
- Islande : Ungfrú Pikkólina
- Italie : Miss Paperett
- Norvège : Frøken Vable, Frøken Rapp
- Pays-Bas : Juffrouw Eugenia, Juffrouw Annie, Juffrouw Mirna, Juffrouw Praatsma
- Pologne : Panna Dziab, Panna Lodzia, Panna Stempel
- Suède : Fröken Näbblund, Emilia Näbblund, Fröken Frick, Fröken Kvack, Fröken Prut
- Turquie : Bayan Hızlıparmak